# Olive Ann Beech
Olive Ann Beech född 25 september 1904 i Waverly i Coffey County i Kansas, död 6 juli 1993 i Wichita i Kansas, var en amerikansk affärskvinna och flygplanstillverkare.
Olive Ann Beach bildade tillsammans med sin man Walter Beech företaget Beech Aircraft Company 1 april 1932. När Walter Beach i inledningen av andra världskriget blev svårt sjuk övertog hon ledningen av företaget. När han avled 1950 fortsatte hon inte bara driften utan lyckades även expandera företagets verksamhet.
När företaget senare slogs ihop med Raytheon tog hon en plats i det nya företagets styrelse.
Hon tilldelades Wright Brothers Memorial Trophy 1980 för sitt bidrag till den amerikanska flygindustrin.